# Nápoj lásky (opera)
Nápoj lásky (v originále L'elisir d'amore) je název opery Gaetana Donizettiho z roku 1832. Autorem libreta je Felice Romani.

## Hlavní postavy
- Adina (soprán)
- Nemorino (tenor)
- Belcore (baryton)
- Dulcamara, mastičkář (bas)

## Obsah
Nápoj lásky je opera buffa o dvou dějstvích. Její děj se odehrává na italském venkově v 19. století.

### První dějství
Nemorino se užírá svou neopětovanou láskou k Adině, navíc žárlí na jejího dalšího (i když stejně jako on odmítaného) nápadníka - seržanta Belcora. Kupuje proto za své poslední peníze od potulného mastičkáře Dulcamary domnělý nápoj lásky - ve skutečnosti láhev obyčejného vína, které má podle slov mastičkáře začít fungovat za jeden den po použití.

### Druhé dějství
Nápoj lásky nezafunguje. Nemorino již nemá peníze, takže se nechává naverbovat na vojnu, aby měl na další láhev elixíru. V tom přichází zpráva, že Nemorinovi ve městě zemřel bohatý strýc, který mu odkázal značný majetek. Všechny dívky se začínají točit kolem náhle bohatého mladíka, který to přičítá účinku elixíru. Adina odkupuje od verbířů Nemorinovu smlouvu a zasnubuje se s ním, teprve později se dozvídá o Nemorinově bohatství. Tento šťastný konec Dulcamara vydává za účinek svého elixíru, který je díky tomu okamžitě vyprodán - kupuje si jej celá vesnice.

## Nahrávky (výběr)
- 1967 (His Master's Voice LP SAN 180-1, EMI LP AVB-34026, EMI CD 7 69897 2), Mirella Freni, Nicolai Gedda, Mario Sereni, Renato Capecchi, Orchestra Of The Opera House Rome; Francesco Molinari-Pradelli (dirigent)
- 1970 (Decca CD 475 7514), Joan Sutherland, Luciano Pavarotti, Dominic Cossa, Spiro Malas, Ambrosian Opera Chorus, English Chamber Orchestra; Richard Bonynge (dirigent)
- 1977 (CBS Masterworks LP 79210, Sony CD 96458-2), Ileana Cotrubaș, Plácido Domingo, Ingvar Wixell, Geraint Evans, Covent Garden Orchestra and Chorus; John Pritchard (dirigent)
- 1982 (Eurodisc LP 29 397 7, CD RCA Records 74321 25280 2), Lucia Popp, Peter Dvorský, Bernd Weikl, Jevgenij Něstěrenko, Chor des Bayerischen Rundfunks, Münchner Rundfunkorchester; Heinz Wallberg (dirigent)
- 1984 (Philips Records CD 412 714-2 + CD 475 442-2, Decca CD 480 4790), Katia Ricciarelli, José Carreras, Leo Nucci, Domenico Trimarchi, Orchestra Sinfonica Nazionale della RAI di Torino; Claudio Scimone (dirigent)
- 1986 (Deutsche Grammophon CD 423 076-2), Barbara Bonney, Gösta Winbergh, Bernd Weikl, Rolando Panerai, Maggio Musicale Fiorentino Orchestra; Roberto Gabbiani (dirigent)
- 1990 (Deutsche Grammophon CD 429744-2), Kathleen Battle, Luciano Pavarotti, Leo Nucci, Enzo Dara, Metropolitan Opera Orchestra and Chorus; James Levine (dirigent)
- 1997 (Decca 455691-2), Angela Gheorghiu, Roberto Alagna, Roberto Scaltriti, Simone Alaimo, Lyon Opera Orchestra and Chorus; Evelino Pidò (dirigent)